# 의왕시의 국회의원

## 행정구역 변천
- 1989년 1월 1일 시흥군 의왕읍에 경기도 의왕시 설치

## 의왕시의 역대 국회의원 일람
| 대수   | 이름           | 소속정당     | 임기                              | 선거구역           |
| ------ | -------------- | ------------ | --------------------------------- | ------------------ |
| 제14대 | 박제상(朴濟相) | 통일국민당   | 1992년 5월 30일 ~ 1996년 5월 29일 | 과천시·의왕시 일원 |
| 제15대 | 안상수(安商守) | 신한국당     | 1996년 5월 30일 ~ 2000년 5월 29일 | 과천시·의왕시 일원 |
| 제16대 | 안상수(安商守) | 한나라당     | 2000년 5월 30일 ~ 2004년 5월 29일 | 과천시·의왕시 일원 |
| 제17대 | 안상수(安商守) | 한나라당     | 2004년 5월 30일 ~ 2008년 5월 29일 | 의왕시·과천시 일원 |
| 제18대 | 안상수(安商守) | 한나라당     | 2008년 5월 30일 ~ 2012년 5월 29일 | 의왕시·과천시 일원 |
| 제19대 | 송호창(宋晧彰) | 민주통합당   | 2012년 5월 30일 ~ 2016년 5월 29일 | 의왕시·과천시 일원 |
| 제20대 | 신창현(申昌賢) | 더불어민주당 | 2016년 5월 30일 ~ 2020년 5월 29일 | 의왕시·과천시 일원 |
| 제21대 | 이소영(李素永) | 더불어민주당 | 2020년 5월 30일 ~ 2024년 5월 29일 | 의왕시·과천시 일원 |
| 제22대 | 이소영(李素永) | 더불어민주당 | 2024년 5월 30일 ~                 | 의왕시·과천시 일원 |

## 같이 보기
- 과천시·의왕시
- 의왕시·과천시
- 시흥시의 국회의원
- 화성시의 국회의원
- 과천시의 국회의원
- 군포시의 국회의원
- 광명시의 국회의원
- 안양시의 국회의원
- 안산시의 국회의원
- 서울 서초구의 국회의원
- 서울 강남구의 국회의원
- 서울 동작구의 국회의원
- 서울 영등포구의 국회의원
- 서울 관악구의 국회의원
- 서울 금천구의 국회의원
- 서울 구로구의 국회의원